# Rusanivka, Lîpova Dolîna
Rusanivka (în ucraineană Русанівка) este o comună în raionul Lîpova Dolîna, regiunea Sumî, Ucraina, formată numai din satul de reședință.

## Demografie
Componența lingvistică a comunei Rusanivka
     Ucraineană (98,85%)
     Alte limbi (1,15%)
Conform recensământului din 2001, majoritatea populației comunei Rusanivka era vorbitoare de ucraineană (98,85%), existând în minoritate și vorbitori de alte limbi.